# Dora Mazzone
Dora Paula Mazzone León (Caracas, 2 de junio de 1966) es una actriz y modelo venezolana de origen italiano del lado paterno de madre ecuatoriana.

## Biografía
Inició su carrera artística realizando obras, actos culturales y lecturas dramatizadas en el colegio. Luego en 1984 entró a la Escuela de Artes de la Universidad Central de Venezuela, en 1986 ingresó a la Compañía Nacional de Teatro como aprendiz o meritoria. En 4 años de preparación teatral participó en obras de repertorio inglés, francés, italiano, español y venezolano.
En 1989 es llamada por Román Chalbaud para hacer su primer largometraje para cine, Cuchillos de Fuego, a partir de esa película, realiza seis más: Señora Bolero de Marilda Vera, Disparen a Matar de Carlos Azpúrua, Sucre de Alida Ávila, Punto y Raya de Ramón Novoa y Elia Snehider, Despedida de Soltera de Antonio Llerandi, El Ángel Numero Diez de Roberto Flores y un cortometraje Todo lo que Sube Baja de Miguel Ferrari.
A los 20 años se inició en la televisión por Radio Caracas Televisión con Caribe en 1990, canal donde permanecería durante 28 años, hasta su cierre.
En 2011 ingresa a las filas de Venevision para integrar el elenco de Natalia del Mar, seguido de Mi ex me tiene ganas en 2012 y Corazón esmeralda en 2014, además de la última telenovela del canal, Para verte mejor en 2017.
En 2016 regresa a RCTV, ahora como casa productora, para participar en las producciones Piel salvaje. Ese mismo año se une a la serie de unitarios Escándalos. En 2019 participa en producción independiente Carolay, grabado en el estado Zulia.
En mayo de 2023, confirma su participación en la serie cómica Dramáticas, producido por Hispanomedios en conjunto con Venevisión.

## Filmografía
| Año       | Título                       | Personaje                       | Productora                     |
| --------- | ---------------------------- | ------------------------------- | ------------------------------ |
| 2023      | Dramáticas                   | Carlota Mondragón               | Hispanomedios/Venevisión       |
| 2020      | Almas en pena                | N/D                             | RCTV Producciones              |
| 2019-2020 | Carolay                      | Gema                            | BGCreativos/Oduber Productions |
| 2017      | Para verte mejor             | María José Mora De Barranco     | Venevisión                     |
| 2016      | Escándalos                   | Patricia Salazar de Lavaud      | VIP2000                        |
| 2016      | Piel salvaje                 | Rosa Blanco                     | RCTV Producciones              |
| 2014      | Corazón esmeralda            | Hortensia Palacios              | Venevisión                     |
| 2012      | Mi ex me tiene ganas         | Petra París                     | Venevisión                     |
| 2011-2012 | Natalia del mar              | Pasionaria López                | Venevisión                     |
| 2008-2009 | Nadie me dirá cómo quererte  | Antonia de Aristigueta          | RCTV                           |
| 2006      | Y los declaro marido y mujer | Rosa Segarra de Mujica          | RCTV                           |
| 2005      | Amor a palos                 | Auxiliadora Amaral de Moreira   | RCTV                           |
| 2005      | Ser bonita no basta          | Betty Marrero                   | RCTV                           |
| 2004      | Punto y raya                 | Ana María                       | RCTV                           |
| 2004      | Estrambótica Anastasia       | Agripina Samaniego de Borosfky  | RCTV                           |
| 2003      | La Cuaima                    | Modesta Meléndez                | RCTV                           |
| 2002-2003 | Mi gorda bella               | Angélica                        | RCTV                           |
| 2002      | La mujer de Judas            | Elda "Chichita" Agüero del Toro | RCTV                           |
| 2001      | La niña de mis ojos          | Paula Díaz                      | RCTV                           |
| 2000-2001 | Viva la Pepa                 | Yiya Bencecry                   | RCTV                           |
| 1999-2000 | Mariú                        | Tibizaida Morales               | RCTV                           |
| 2000      | Angélica Pecado              | Empleada De La Tienda           | RCTV                           |
| 1999      | Luisa Fernanda               | Alicia Suárez                   | RCTV                           |
| 1998      | Niña mimada                  | Rosalía Pereira                 | RCTV                           |
| 1997      | María de los Ángeles         | Salomé de La Rosa               | RCTV                           |
| 1996-1997 | Volver a vivir               | Mónica Guffanti                 | RCTV                           |
| 1996      | Los Amores de Anita Peña     | Exaltación Rivera / Luisa Lugo  | RCTV                           |
| 1995      | Amores de fin de siglo       | Inspectora Girana Lugo          | RCTV                           |
| 1995-1996 | Entrega total                | Anabel Trujillo                 | RCTV                           |
| 1994      | De oro puro                  | Virginia Cusiel de Brekenheimer | RCTV                           |
| 1993      | Dulce ilusión                | Egleé Bustillo                  | RCTV                           |
| 1992-1994 | Por estas calles             | Alicia Matos                    | RCTV                           |
| 1990      | Caribe                       | Aminta Pedrazzi                 | RCTV                           |

### Películas
| Año  | Título               | Personaje        |
| ---- | -------------------- | ---------------- |
| 1996 | Aire libre           | Ana Villahermosa |
| 1996 | Sucre                | Manuelita Sáenz  |
| 1995 | Despedida de soltera |                  |
| 1993 | Mi día de suerte     |                  |
| 1993 | Señora Bolero        |                  |
| 1990 | Disparen a matar     | Gabriela         |
| 1989 | Cuchillos de fuego   |                  |

### Programas
- La guerra de los sexos - Participante recurrente

## Premios y nominaciones
| Premio                   | Año  | Categoría                    | Proyecto                    | Resultad |
| ------------------------ | ---- | ---------------------------- | --------------------------- | -------- |
| El galardón de Venezuela | 2009 | Mejor villana de telenovelas | Nadie me dirá cómo quererte | Ganadora |

## Vida personal
Mazzone es una venezolana de origen italiano. Tuvo una relación con el actor Jean Carlo Simancas; tiene una hija, Graziella Mazzone, que también es actriz.